# 莱赛尔
莱赛尔（法語：Les Aires，法語發音：[le.z‿ɛʁ]）是法国埃罗省的一个市镇，属于贝济耶区。

## 地理
莱赛尔（43°34'53"N, 3°6'14"E）面积20.54 平方千米，位于法国奧克西塔尼大區埃罗省，该省份为法国南部沿海省份，南濒地中海，西南接奥德省，西北接塔恩省和阿韦龙省，东北与加尔省接壤。
与莱赛尔接壤的市镇（或旧市镇、城区）包括：卡布勒罗勒、奥尔布河畔科隆比耶尔、埃雷皮扬、拉马卢莱班、蒙斯、奥尔布河畔勒普若勒、圣纳泽尔德拉达雷、维约桑。

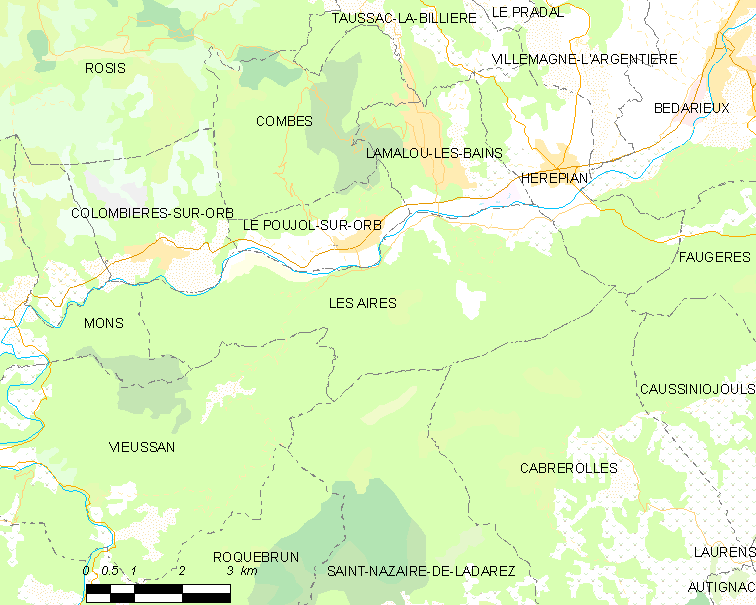
莱赛尔的OSM定位图

莱赛尔的时区为UTC+01:00、UTC+02:00（夏令时）。

## 行政
莱赛尔的邮政编码为34600，INSEE市镇编码为34008。

## 政治
莱赛尔所属的省级选区为克莱蒙莱罗县。

## 人口

1962-2008年间莱赛尔人口变化图示

莱赛尔于2022年1月1日时的人口数量为613人。